# Lista tomów serii Fire Force
Ten artykuł zawiera listę tomów serii Fire Force autorstwa Atsushiego Ōkubo, ukazywanej w magazynie „Shūkan Shōnen Magazine” wydawnictwa Kōdansha od 23 września 2015 do 22 lutego 2022. Razem opublikowano 304 rozdziały, które później zostały skompilowane do 34 tankōbonów, które wydawane były od 17 lutego 2016 do 17 maja 2022.
W Polsce seria ukazuje się nakładem wydawnictwa Waneko, natomiast pierwszy tom został wydany 12 grudnia 2019.
| Nr | Język japoński       | Język japoński         | Język polski         | Język polski           |
| Nr | Data wydania         | ISBN                   | Data wydania         | ISBN                   |
| --- | -------------------- | ---------------------- | -------------------- | ---------------------- |
| 1 | 17 lutego 2016       | ISBN 978-4-06-395567-5 | 12 grudnia 2019      | ISBN 978-83-8096-696-3 |
| Lista rozdziałów - 000. Shinra Kusakabe dołącza do zastępu! (jap. 森羅 日下部 入隊 Shinra Kusakabe nyūtai) - 001. Pierwsza akcja (jap. 初現場 Hatsu genba) - 002. Demon, rycerz i wiedźma (jap. 悪魔と騎士と魔女 Akuma to kishi to majo) - 003. Serce strażaka (jap. 消防官の心 Shōbōkan no kokoro) - 004. Tajemniczy profanator (jap. 怪しき冒涜者 Ayashiki bōtokusha) - 005. Zawody rekrutów (jap. 消防官新人大会 Shōbōkan shinjin taikai) |                      |                        |                      |                        |
| 2 | 15 kwietnia 2016     | ISBN 978-4-06-395646-7 | 13 lutego 2020       | ISBN 978-83-8096-697-0 |
| Lista rozdziałów - 006. Złoczyńca, który zna prawdę (jap. 真実を知る悪意 Shinjitsu wo shiru akui) - 007. Demon i Joker (jap. 悪魔とJOKER Akuma to Jōkā) - 008. Poszukując prawdy (jap. 真実を求めて Shinjitsu o motomete) - 009. Misja „ósemki” (jap. 第8が追うもの Dai hachi ga ō mono) - 010. Płomienny posiadający wolę (jap. 意志を持つ"焔ビト" Ishi wo motsu "homura bito") - 011. Bohater i królewna (jap. ヒーローと姫 Hīrō to hime) - 012. „Piątka” i „ósemka” (jap. 第5と第8 Dai go to dai hachi) - 013. Standby (jap. スタンバイ Sutanbai) - 014. Postanowienie świętej (jap. 聖女の決意 Seijo no ketsui) - 015. Początek walki (jap. 開戦 Kaisen)                                                            |                      |                        |                      |                        |
| 3 | 17 lipca 2016        | ISBN 978-4-06-395698-6 | 15 kwietnia 2020     | ISBN 978-83-8096-698-7 |
| Lista rozdziałów - 016. Nieuwaga rycerza (jap. 騎士の不覚 Kishi no fukaku) - 017. Shinra vs Hibana (jap. シンラvs.火華 Shinra vs. Hibana) - 018. Zderzenie (jap. 激突 Gekitotsu) - 019. Iskra obietnicy (jap. 約束の火華 Yakusoku no hibana) - 020. Miejsce narodzin płomieni (jap. 焔の生まれる所 Homura no umareru tokoro) - 021. Początek zwiadu w jedynce (jap. 第1調査開始 Dai ichi chōsa kaishi) - 022. Infiltracja jedynki (jap. 第1潜入作戦 Dai Ichi Senyū Sakusen) - 023. Uzdolnieni z jedynki (jap. 第1能力者たち Dai ichi nōryokusha tachi) - 024. Shinra vs Burns (jap. シンラvs.バーンズ Shinra vs. Bānzu) - 025. Gonic sprawcę! (jap. 犯人を追え! Han’nin wo oe!!)                                        |                      |                        |                      |                        |
| 4 | 17 sierpnia 2016     | ISBN 978-4-06-395736-5 | 16 czerwca 2020      | ISBN 978-83-8096-699-4 |
| Lista rozdziałów - 026. Płomienne robaki (jap. 焰の蟲 Homura no mushi) - 027. Niewybaczalne zło (jap. 許されざる悪 Yurusa rezaru aku) - 028. Shinra vs Rekka (jap. シンラvs.レッカ Shinra vs. Rekka) - 029. Pięść czy noga? (jap. 拳か脚か Kobushi ka ashi ka) - 030. Chroniący tyły (jap. 後ろに立つ男 Ushiro ni tatsu otoko) - 031. Gorejąca wrogość (jap. 燃え拡がる悪意 Moehirogaru akui) - 032. Nowy wróg (jap. 新たなる敵 Aratanaru teki) - 033. Zjazd bohaterów (jap. 英雄集結 Eiyū shūketsu) - 034. Młodociany rycerz (jap. 少年騎士 Shōnen kishi) |                      |                        |                      |                        |
| 5 | 17 października 2016 | ISBN 978-4-06-395777-8 | 13 sierpnia 2020     | ISBN 978-83-8096-700-7 |
| Lista rozdziałów - 035. Obietnica (jap. 約束 Yakusoku) - 036. Powstanie ósmego zastępu SSP, część 1 (jap. 第8特殊消防隊結成 前編 Dai hachi tokushu shōbōtai kessei zenpen) - 037. Powstanie ósmego zastępu SSP, część 2 (jap. 第8特殊消防隊結成 後編 Dai hachi tokushu shōbōtai Kessei kōhen) - 038. Poszukiwania Białych Szat (jap. 白づくめの行方 Shiro zukume no yuku-e) - 039. Najsilniejszy strażak (jap. 最強の火消し Saikyō no hikeshi) - 040. Wigilia bitwy w Asakusie (jap. 浅草開戦前夜 Asakusa kaisen zenya) - 041. Gniew pirokinetyka fuzyjnego (jap. 怒りの煉合消防官 Ikari no rengō shōbōkan) - 042. Oubi vs Benimaru (jap. 桜備vs.紅丸 Ōbi vs. Benimaru)                                                 |                      |                        |                      |                        |
| 6 | 16 grudnia 2016      | ISBN 978-4-06-395823-2 | 13 października 2020 | ISBN 978-83-8096-701-4 |
| Lista rozdziałów - 043. Powód do walki (jap. 戦う理由 Tatakau riyū) - 044. Narodziny siódemki (jap. (生まれる第7 Umareru dai nana) - 045. Zastawiona pułapka (jap. 仕組まれた罠 Shikumareta wana) - 046. Dorwać snajpera (jap. 狙撃手を追え! Sogekishu wo oe!) - 047. Walka na śmierć i życie: 2 vs 2 (jap. 二対二の死闘 Ni tai ni no shitō) - 048. Duma Asakusy (jap. 浅草の誇り Asakusa no hokori) - 049. Festiwal bijatyki (jap. 喧嘩祭り Kenka matsuri) - 050. Płomień dla kogoś (jap. 誰が為の炎 Da ga tame no honō) - 051. Czarka (jap. 盃 Sakazuki) |                      |                        |                      |                        |
| 7 | 17 lutego 2017       | ISBN 978-4-06-395869-0 | 11 grudnia 2020      | ISBN 978-83-8096-702-1 |
| Lista rozdziałów - 052. Świat płomieni (jap. 焔の世界 Honō no sekai) - 053. Bóg kuźni (jap. 鍛冶場の神様 Kajiba no kami-sama) - 054. Szara eminencja (jap. 暗躍する者 Anyaku-suru mono) - 055. Marzenie kowala (jap. 鍛冶屋の夢 Kajiya no yume) - 056. Król rycerzy na koniu (jap. 馬上の騎士王 Bajō no kishi ō) - 057. Potrzask (jap. 窮地！！ Kyūchi!!) - 058. Jesteśmy rodziną (jap. 俺たちは家族 Ore-tachi wa kazoku) - 059. Dotarcie do celu (jap. 到着！ Tōchaku!) - 060. Czerń, biel i szarość (jap. 黒と白と灰色 Kuro to shiro to haiiro) |                      |                        |                      |                        |
| 8 | 17 kwietnia 2017     | ISBN 978-4-06-395916-1 | 12 lutego 2021       | ISBN 978-83-8096-703-8 |
| Lista rozdziałów - 061. Święte ostrze (jap. 聖なる刀身 Seinaru tōshin) - 062. Obietnica (jap. 約束 Yakusoku) - 063. Kompan (jap. 仲間 Nakama) - 064. Miejsce treningu (jap. 修行の地 Shugyō no chi) - 065. Sekrety zapłonu (jap. 発火の極意 Hakka no gokui) - 066. Poczynione postępy (jap. それぞれの成果 Sorezore no seika) - 067. Zejście do Netheru (jap. 地下への Nezā he no) - 068. Błądząc w ciemnościach (jap. 迷いの闇 Mayoi no yami) - 069. Maki vs Flail (jap. マキvs.フレイル Maki vs. Fureiru) |                      |                        |                      |                        |
| 9 | 6 czerwca 2017       | ISBN 978-4-06-395958-1 | 13 kwietnia 2021     | ISBN 978-83-8096-704-5 |
| Lista rozdziałów - 070. Ochrona (jap. 守るということ Mamoru to iu koto) - 071. Tamaki vs Assault (jap. タマキvs.アサルト Tamaki vs. Asaruto) - 072. Balistyka (jap. 弾丸の行方 Dangan no yukue) - 073. Przywdziać dumę (jap. 誇りを纏って Hokori wo matotte) - 074. Błyskawiczne cięcie (jap. 一閃の太刀 Issen no tachi) - 075. Duma funkcjonariusza (jap. 消防官の誇り Shōbōkan no hokori) - 076. Niezachwiana wola (jap. 貫く意志 Tsuranuku ishi) - 077. Połączeni (jap. 繋がる者 Tisunagaru mono) - 078. Dwaj bracia (jap. 兄と弟 Ani to otōto) |                      |                        |                      |                        |
| 10 | 17 sierpnia 2017     | ISBN 978-4-06-510113-1 | 14 czerwca 2021      | ISBN 978-83-8096-705-2 |
| Lista rozdziałów - 079. Przed walką na śmierć i życie (jap. 死闘の先に Shitō no saki ni) - 080. Umiejętność Shou (jap. ショウの能力 Shō no nōryoku) - 081. Nieustępliwość starszego brata (jap. 兄の意地 Ani no iji) - 082. Łaska ewangelisty (jap. 伝導者の加護 Dendōsha no kako) - 083. Czwarta generacja (jap. 第四世代 Dai yon sedai) - 084. Uśmiech (jap. 笑顔 Egao) - 085. Planowany spisek (jap. 語られる陰謀 Katarareru inbō) - 086. Zastęp medyków (jap. “知”の消防隊 "Chi" no shōbōtai) - 087. Medycyna i ogień (jap. 医と火 I to hi) |                      |                        |                      |                        |
| 11 | 17 listopada 2017    | ISBN 978-4-06-510397-5 | 13 sierpnia 2021     | ISBN 978-83-8096-706-9 |
| Lista rozdziałów - 088. Perspektywa czasu (jap. 過去と今 Kako to ima) - 089. Płonąca przeszłość (jap. 燃ゆる過去 Moyuru kako) - 090. Zwieńczenie tragedii (jap. 悲劇の果てに Higeki no hate ni) - 091. Męska potyczka (jap. 消防官の戦い Otoko no tatakai) - 092. Plan poprawy wizerunku porucznika (jap. 中隊長改造計画 Chūtaichō kaizō keikaku) - 093. Czwarty zastęp SSP (jap. 第4特殊消防隊 Dai yon tokushu shōbōtai) - 094. Souichirou ARG (jap. 蒼一郎 アーグ Sōichirō āgu) - 095. Płomienie szaleństwa (jap. 狂気の炎 Kyōki no honō) - 096. Spotkanie absolwentów (jap. 集う旧友 Tsudō kyūyū) |                      |                        |                      |                        |
| 12 | 17 stycznia 2018     | ISBN 978-4-06-510761-4 | 13 października 2021 | ISBN 978-83-8096-707-6 |
| Lista rozdziałów - 097. Geneza króla rycerzy (jap. 騎士王の由縁 Kishi ō no yuen) - 098. Shinra vs Arthur (jap. シンラvs.アーサー Shinra vs. Āsā) - 099. Nowa iskra (jap. 新たな火種 Arata na hidane) - 100. Zapach płomieni (jap. 炎の香り Honō no kaori) - 101. Tragedia w ogniu (jap. 火中の惨劇 Kachū no sangeki) - 102. Rozszalałe pięści (jap. 荒ぶる拳 Araburu kobushi) - 103. Szukanie w ogniu (jap. 火中模索 Kachū mosaku) - 104. Więzi pomiędzy pożarami (jap. 火事場の絆 Kajiba no kizuna) - 105. Zebranie (jap. 集結 Shūketsu) |                      |                        |                      |                        |
| 13 | 17 kwietnia 2018     | ISBN 978-4-06-511245-8 | 13 grudnia 2021      | ISBN 978-83-8096-708-3 |
| Lista rozdziałów - 106. Druga generacja (jap. 第二世代 Dai ni sedai) - 107. Corna (jap. 悪魔の型 Koruna) - 108. Sekretny plan Lichta (jap. リヒトの秘策 Rihito no hisaku) - 109. Kluczowy moment (jap. 正念場 Shōnenba) - 110. Czas wyboru (jap. 選択の時 Sentaku no toki) - 111. Kolejny krok (jap. 次への一歩 Tsugi he no ippō) - 112. Kurs w nieznane (jap. 未知への船出 Michi he no funade) - 113. Świat zewnętrzny (jap. 外の世界 Soto no sekai) - 114. Droga do oazy (jap. 楽園への道 Oashisu he no michi) |                      |                        |                      |                        |
| 14 | 17 sierpnia 2018     | ISBN 978-4-06-511615-9 | 14 lutego 2022       | ISBN 978-83-8096-709-0 |
| Lista rozdziałów - 115. Oaza (jap. 楽園 Oashisu) - 116. Święta ziemia (jap. 聖なる地 Seinaru chi) - 117. Zło, które płonie w ukryciu (jap. 燃え潜む悪意 Moe hisomu akui) - 118. Przywódca (jap. 統率者 Tōsotsusha) - 119. Tajemnica świętego obiektu (jap. 御神体の謎 Goshintai no nazo) - 120. Rdzeń (jap. 核心 Kakushin) - 121. 1 sek. / 250 lat (jap. 一秒/弍佰伍拾年 Ichi byō/nihyaku gojū nen) - 122. Kobieta w czerni (jap. 黒の女 Kuro no onna) - 123. Promień cienia (jap. 影が差す Kage ga sasu) |                      |                        |                      |                        |
| 15 | 17 listopada 2018    | ISBN 978-4-06-513252-4 | 13 kwietnia 2022     | ISBN 978-83-8096-710-6 |
| Lista rozdziałów - 124. Mroczny bohater (jap. ダックヒーロー Dakku hīrō) - 125. Cień bohaterskiego światła (jap. 神光が生む影 Shinkō ga umu kage) - 126. W cieniu słońca (jap. 太陽の影で Taiyō no kage de) - 127. Iskry bitwy (jap. 戦線着火 Sensen chakka) - 128. Grupa i jednostka (jap. 集と個 Shū to ko) - 129. Po jednym oku (jap. 対の隻眼 Tsui no sekigan) - 130. Ukryta prawda (jap. 秘されし真実 Hisareshi shinjitsu) - 131. Poszukiwacze (jap. 探求者 Tankyūsha) - 132. Zaufanie i prawda (jap. 信頼と真実 Shinrai to shinjitsu) |                      |                        |                      |                        |
| 16 | 17 kwietnia 2019     | ISBN 978-4-06-514878-5 | 13 czerwca 2022      | ISBN 978-83-8096-711-3 |
| Lista rozdziałów - 133. Niegodziwy mocarz (jap. 邪悪な強者 Jāku na kyōsha) - 134. Prawda o miniaturowym ogródku (jap. 箱庭の真相 Hakoniwa no shinsō) - 135. Popilny bóg śmierci (jap. 灰の死神 Hai no shinigami) - 136. Walka na terenie wroga (jap. 敵陣戦闘 Tekijin sentō) - 137. Anioł vs wiedźma (jap. 天使vs.魔女 Tenshi vs. majo) - 138. Ufające serce (jap. 信じる心 Shinjiru kokoro) - 139. Starcie trzech stron (jap. 三色混戦 Sanshoku konsen) - 140. Pojedynek kobiet (jap. 女の闘い Onna no tatakai) - 141. Rywalizacja (jap. 争奪戦 Sōdatsusen) |                      |                        |                      |                        |
| 17 | 17 lipca 2019        | ISBN 978-4-06-515081-8 | 12 sierpnia 2022     | ISBN 978-83-8242-317-4 |
| Lista rozdziałów - 142. Wybuchające serce (jap. 爆発する心 Bakuhatsu-suru kokoro) - 143. Podanie o legendarnym świętym mieczu (jap. 伝説の聖剣の伝説 Densetsu no seiken no densetsu) - 144. Presja (jap. 重圧 Puresshā) - 145. To ciało jest tarczą (jap. その身は盾 Sono mi wa tate) - 146. Chłopcy, nie bądźcie ambitni (jap. 少年よ、弱くあれ Shōnen yo, yowakuare) - 147. Przymierze (jap. 宣誓 Sensei) - 148. Rozterki świętej (jap. 聖女の苦悩 Seijo no kunō) - 149. Nagroda za poświęcenie (jap. 献身の報い Kenshin no mukui) - 150. Słonecznik (jap. 向日葵 Himawari) |                      |                        |                      |                        |
| 18 | 16 sierpnia 2019     | ISBN 978-4-06-515309-3 | 13 października 2022 | ISBN 978-83-8242-318-1 |
| Lista rozdziałów - 151. Napad Assaulta (jap. 男、突撃 Otoko, Asaruto) - 152. Ród Oze (jap. 尾瀬一門 Oze ichimon) - 153. Rozkaz (jap. 指令 Shirei) - 154. Wybrana ścieżka (jap. 選ぶ道 Erabu michi) - 155. Nurkując w cieniach (jap. 闇に潜る Yami ni moguru) - 156. Flaga (jap. 旗 Furagu) - 157. Starcie postanowień (jap. 決意の攻防 Ketsui no kōbō) - 158. Niszczycielska broń (jap. 破壊兵器 Jagānōto) - 159. Zbliżając się do wroga (jap. 接敵 Setteki) |                      |                        |                      |                        |
| 19 | 17 września 2019     | ISBN 978-4-06-516449-5 | 13 grudnia 2022      | ISBN 978-83-8242-319-8 |
| Lista rozdziałów - 160. Połączone siły człowieka i owadów (jap. 人蟲合力 Jinchū gōryoku) - 161. Pojedynek na słowa (jap. 口論闘争 Kōron tōsō) - 162. Dźwigający brzemię (jap. 背負う者 Seō mono) - 163. Plan zagłady (jap. 亡命の企み Bōmetsu no takurami) - 164. Obowiązek (jap. 責務 Sekimu) - 165. Czarownica pilnie poszukiwana (jap. 死中に魔女を求む Shichū ni majō wo motomu) - 166. Śledząc więzi (jap. 繋がりを辿る Tsunagari wo tadoru) - 167. Człowiek honoru (jap. 任侠の漢 Ninkyō no otoko) - 168. Lustrzane odbicie (jap. 合わせ鏡 Awase kagami) |                      |                        |                      |                        |
| 20 | 17 października 2019 | ISBN 978-4-06-517158-5 | 13 lutego 2023       | ISBN 978-83-8242-320-4 |
| Lista rozdziałów - 169. Hartowanie (jap. 鍛錬 Tanren) - 170. Dlaczego ja? (jap. なぜ私は Naze watashi wa) - 171. Płomienny kot (jap. 炎猫 Enbyō) - 172. Pożarowa supermoc (jap. 火事場の馬鹿力 Kajiba no bakajikara) - 173. Myśl o śmierci (jap. 死を想え Shi wo omoe) - 174. Zapowiedź przewrotu (jap. 激動の兆し Gekidō no kizashi) - 175. W sercu wiary (jap. 信仰の中心で Shinkō no chūshin de) - 176. Wątpić w swoją wiarę (jap. 信心を問う Shinjin wo tō) - 177. Przekonanie (jap. 不退転 Futantei) |                      |                        |                      |                        |
| 21 | 17 grudnia 2019      | ISBN 978-4-06-518063-1 | 12 kwietnia 2023     | ISBN 978-83-8242-321-1 |
| Lista rozdziałów - 178. Uwięziony (jap. 囚われの身 Toraware no mi) - 179. Rozmowy w mroku (jap. 闇の密談 Yami no mitsudan) - 180. Rzeźnicy (jap. 屠り人 Hofuri bito) - 181. Ucieleśnienie płomieni (jap. 炎の化身 Honō no keshin) - 182. Śmierć i płomienie (jap. 死と炎 Shi to honō) - 183. Atak na złoto (jap. 黄金を射て Ōgon wo ute) - 184. Sekret złota (jap. 黄金の秘密 Ōgon no himitsu) - 185. Walka testowa (jap. 実験戦闘 Jikken sentō) - 186. Napotkanie nemezis (jap. 宿敵邂逅 Shūteki kaikō) |                      |                        |                      |                        |
| 22 | 17 marca 2020        | ISBN 978-4-06-518779-1 | 13 czerwca 2023      | ISBN 978-83-8242-322-8 |
| Lista rozdziałów - 187. U kresu modlitwy (jap. 祈りの果て Inori no hate) - 188. Stalowa zbroja (jap. 鋼の鎧 Hagane no yoroi) - 189. Smok i rycerz (jap. 竜と騎士 Ryū to kishi) - 190. Mocarz (jap. 強き者 Tsuyoki mono) - 191. Starsi i młodsi (jap. 先達と後進 Sendatsu to kōshin) - 192. Pokaż siłę woli (jap. 意地を貫け Ishi wo tsuranuke) - 193. Bohater i lew (jap. 英雄と獅子 Hīrō to shishi) - 194. Nieposkromiony (jap. 不撓不屈 Futōfukutsu) - 195. Nagła zmiana sytuacji (jap. 事態急転 Jitai kyūten) |                      |                        |                      |                        |
| 23 | 15 maja 2020         | ISBN 978-4-06-518848-4 | 14 sierpnia 2023     | ISBN 978-83-8242-323-5 |
| Lista rozdziałów - 196. Ratunek księżycowego blasku (jap. 月光の救い Gekkō no sukui) - 197. Słowa pożegnania (jap. 告別 Kokubetsu) - 198. Wspomnienia kwietnego ogrodu (jap. 花園の記憶 Hanazono no kioku) - 199. Uśpiona prawda (jap. 眠る真実 Nemuru shinjitsu) - 200. Mroczna święta (jap. 闇の聖母 ami no seibo) - 201. Impy (jap. 小鬼 Ko-oni) - 202. Wielka przygoda króla rycerzy (jap. 騎士王の大冒険 Kishi-ō no daibōken) - 203. Znalezisko (jap. 見出すモノは Miidasu mono ha) - 204. Ród króla rycerzy (jap. 騎士王の一族 Kishi-ō no ichizoku) |                      |                        |                      |                        |
| 24 | 17 lipca 2020        | ISBN 978-4-06-518063-1 | 13 października 2023 | ISBN 978-83-8242-324-2 |
| Lista rozdziałów - 205. Odrodzenie świętego miecza (jap. 聖剣再誕 Seiken saitan) - 206. Połączenie (jap. 繋がる Tsunagaru) - 207. Ucieczka (jap. 脱出 Dasshutsu) - 208. Ostatnie zebranie (jap. 終末集会 Shūmatsu shūkai) - 209. Walka w ciemnościach (jap. 暗闘 Antō) - 210. Wystąpienie (jap. 出現 Shutsugen) - 211. Pod filarem (jap. 柱の下に Hashira no shita ni) - 212. Współpraca (jap. 協調 Kyōchō) - 213. Walka w przestworzach (jap. 空中武闘 Kuchū butō) |                      |                        |                      |                        |
| 25 | 17 września 2020     | ISBN 978-4-06-520595-2 | 13 grudnia 2023      | ISBN 978-83-8242-325-9 |
| Lista rozdziałów - 214. Walka z wielkim potworem (jap. 大怪獣戦線 Daikaijū sensen) - 215. Zapłon (jap. 点火 Tenka) - 216. Pradawne szaleństwo (jap. 古の狂気 Inishie no kyōki) - 217. Nieświadomość (jap. 無自覚 Mujikaku) - 218. Kształt cienia (jap. 影の形 Kage no katachi) - 219. Przewinienie (jap. 過ち Ayamachi) - 220. Ojciec konserwatystów (jap. 原国の父 Genkoku no chichi) - 221. Styl Asakusy (jap. 浅草の流儀 Asakusa no ryūgi) - 222. Powrót jedynki (jap. 第1再起 Dai ichi saiki) |                      |                        |                      |                        |
| 26 | 17 listopada 2020    | ISBN 978-4-06-521279-0 | 13 lutego 2024       | ISBN 978-83-8242-326-6 |
| Lista rozdziałów - 223. Rozrabiaka rusza do akcji (jap. 暴れん坊、出る Abarenbō, deru) - 224. Słońce i księżyc (jap. 太陽と月 Taiyō to tsuki) - 225. Młodociany blask księżyca (jap. 幼き月光 Osanaki gekkō) - 226. Ciężar dźwiganego brzemienia (jap. 背負った末に Seotta sue ni) - 227. Żal w sercu (jap. 心残り Kokoronokori) - 228. Podarunek na ostatnią drogę (jap. 冥土の土産 Meido no miyage) - 229. Dźwigając słoneczny krąg (jap. 日輪を背に Nichirin wo se ni) - 230. Postępujący kataklizm (jap. 災害進行 Saigai shinkō) - 231. Narodziny (jap. 出生 Shussei) |                      |                        |                      |                        |
| 27 | 17 lutego 2021       | ISBN 978-4-06-522169-3 | 12 kwietnia 2024     | ISBN 978-83-8242-327-3 |
| Lista rozdziałów - 232. Mari Kusakabe (jap. 万里 日下部) - 233. Anioł stróż (jap. 守護天使 Shugotenshi) - 234. Ósmy filar (jap. 八本目 Happon-me) - 235. Zbawiciel (jap. 救世主 Kyūseishu) - 236. Ponowne spotkanie (jap. 再会 Saikai) - 237. Bohater (jap. ヒーロー Hīrō) - 238. Ta postać (jap. その姿は Sono sugata wa) - 239. Zaginiony bohater (jap. 消えたヒーロー Kieta hīrō) - 240. W centrum świata (jap. 世界の中心で Sekai no chūshin de) |                      |                        |                      |                        |
| 28 | 16 kwietnia 2021     | ISBN 978-4-06-522882-1 | 13 czerwca 2024      | ISBN 978-83-8242-328-0 |
| Lista rozdziałów - 241. Ścieżka ochroniarza (jap. 守り人の道 Mori bito no michi) - 242. Utkany rodowód (jap. 紡いだ系譜 Tsumuida keifu) - 243. My przed laty (jap. あのころ俺たちは Ano koro ore-tachi wa) - 244. Twórzcie więzi (jap. 絆を繋げ Kizuna wo tsunage) - 245. Ponowne starcie smoka i rycerza (jap. 龍と騎士、再戦 Ryū to kishi, saisen) - 246. Klątwa zagłady (jap. 滅びの呪文 Horobi no jumon) - 247. 25-letnia zadra (jap. 弐佰伍拾年の執念 Nihyaku gojū nen no shūnen) - 248. Porozrzucane istnienia (jap. 散らす命 Chirasu inochi) - 249. Co czeka po rozpaczy (jap. 絶望の先に待つ Zetsubō no saki ni matsu)                                                                                          |                      |                        |                      |                        |
| 29 | 17 czerwca 2021      | ISBN 978-4-06-523577-5 | 13 sierpnia 2024     | ISBN 978-83-8242-329-7 |
| Lista rozdziałów - 250. Ci, którzy stawiają opór (jap. 抗う者たち Aragau mono-tachi) - 251. Śmiać się ze skruszoną tarczą (jap. 盾は砕け笑う Tate ha kudake warau) - 252. Wizja końca świata (jap. 終末想像 Shūmatsu imēji) - 253. Cienie pożerają (jap. 影が喰らう Kage ga kurau) - 254. Miejsce nadziei (jap. 希望の在処 Kibo no arika) - 255. Kobieta będąca siódmym filarem (jap. 七柱目の女 Nana Hashira-me no onna) - 256. Ponowne spotkanie z widmem (jap. 幻影の再開 Gen’ei no saikai) - 257. Rozpaczliwie rozgorączkowany drań (jap. 熱血絶望野郎 Nekketsu zetsubō yarō) - 258. Próba uratowania świata (jap. 世界を救う試練 Sekai wo sukū shiren)                                                             |                      |                        |                      |                        |
| 30 | 17 sierpnia 2021     | ISBN 978-4-06-524488-3 | 14 października 2024 | ISBN 978-83-8242-330-3 |
| Lista rozdziałów - 259. Mój przyjacielu (jap. 友よ Tomo yo) - 260. Lód i płomienie pozbawione fałszu (jap. 氷炎、偽りなく Hyōen, itsuwarinaku) - 261. Narodziny króla rycerzy (jap. 騎士王が立つ Kishi-ō ga tatsu) - 262. Przysięga stanie się mieczem (jap. 誓いを剣に Chikai wo ken ni) - 263. Legendarne starcie (jap. 神話の戦い Shinwa no tatakai) - 264. Transcendentny (jap. 超越者 Chōetsusha) - 265. Radujcie się, smoku i rycerzu (jap. 竜騎衝天 Ryūki shōten) - 266. Niepohamowana walka (jap. 制限不可の戦い Seigen-fuka no tatakai) - 267. Kosmiczny rycerz (jap. 宇宙の騎士 Sora no kishi) |                      |                        |                      |                        |
| 31 | 15 października 2021 | ISBN 978-4-06-525138-6 | 13 grudnia 2024      | ISBN 978-83-8242-331-0 |
| Lista rozdziałów - 268. Strój bojowy króla rycerzy (jap. 騎士王の戦装束 Kishi-ō no ikusa shōzoku) - 269. Ci, których imiona zapiszą się w historii (jap. 名を刻む者たち Na wo kizamu mono-tachi) - 270. Czym nasycisz miecz (jap. 剣に何を宿す Tsurugi ni nani wo yadosu) - 271. Nadzieja w śmierci (jap. 死は希望なり Shi ha kibōnari) - 272. Król rycerzy (jap. 騎士王 Kishi-ō) - 273. Odrodzenie bohatera (jap. ヒーロー復活 Hīrō fukkatsu) - 274. Zbawiciel i anioł stróż (jap. 救世主と守護天使 Kyūseishu to shugotenshi) - 275. Śmiejący się bóg śmierci (jap. 死神が笑う Shinigami ga warau) - 276. Imitacja (jap. マガイモノ Magaimono) - 277. Plagiat czy hołd? (jap. パクリかオマージュか Pakuri ka omāju ka) |                      |                        |                      |                        |
| 32 | 17 grudnia 2021      | ISBN 978-4-06-526283-2 | 13 lutego 2025       | ISBN 978-83-8242-332-7 |
| Lista rozdziałów - 278. Ruszam (jap. 参る Mairu) - 279. Natarcie i zduszenie (jap. 突撃、制圧 Asaruto, seiatsu) - 280. Przypadkowe macanie (jap. ラッキースケベられ Rakki sukebe-rare) - 281. Szlachetne zboczenia (jap. スケベ尊し Sukebe tōtoshi) - 282. Erotyzm jest wielki (jap. エロは偉大なり Ero ha idai-nari) - 283. Cień asa w rękawie (jap. 切り札の影 Kirifuda no kage) - 284. Najsilniejszy vs najbardziej szalony (jap. 最強vs.最狂 Saikyō vs. saikyō) - 285. Walka o tytuł najsilniejszego (jap. 最強決定戦 Saikyō ketteisen) - 286. Nurkując w krainie śmierci (jap. 死地に潜る Shichi ni moguru) |                      |                        |                      |                        |
| 33 | 17 marca 2022        | ISBN 978-4-06-526890-2 | 14 kwietnia 2025     | ISBN 978-83-8242-333-4 |
| Lista rozdziałów - 287. Zetsubō no seijo (jap. 絶望の聖女) - 288. Sukui to ha (jap. 救いとは) - 289. Hitotsu to narite (jap. 一つとなりて) - 290. Ugatareta kibō (jap. 穿たれた希望) - 291. Dai ni no taiyō ni (jap. 第二の太陽に) - 292. Yonkai-me (jap. 四回目) - 293. Kusakabe-ke (jap. 日部部家) - 294. Zetsubō vs. kibō (jap. 絶望vs.希望) - 295. Genzan (jap. 見参) |                      |                        |                      |                        |
| 34 | 17 maja 2022         | ISBN 978-4-06-528055-3 | 13 czerwca 2025      | ISBN 978-83-8242-334-1 |
| Lista rozdziałów - 296. Shinrabanshō man (jap. 森羅万象マン) - 297. Kibō bigguban (jap. 希望ビッグバン) - 298. Kami yo (jap. 神よ) - 299. Kotae (jap. 答え) - 300. Tada hitotsu no sube (jap. ただ一つの術) - 301. Erabitoru mirai (jap. 選び取る未来) - 302. Kami no saitei (jap. 神の裁定) - 303. Jintai hakka naki sekai (jap. 人体発火なき世界) - 304. Hīrō no monogatari (jap. ヒーローの物語) |                      |                        |                      |                        |